# Ninohe
Ninohe (japanska: 二戸市?, Ninohe-shi) är en stad i Iwate prefektur i Japan. Staden fick stadsrättigheter 1972.

## Kommunikationer
Nihohe har en station på Tōhoku Shinkansen-linjen som ger förbindelse med snabbtåg till Tokyo och Shin-Aomori.